# العلاقات الألمانية القرغيزستانية
العلاقات الألمانية القيرغيزستانية هي العلاقات الثنائية التي تجمع بين ألمانيا وقيرغيزستان.

## مقارنة بين البلدين
هذه مقارنة عامة ومرجعية للدولتين:
| وجه المقارنة                                              | ألمانيا                                                                              | قيرغيزستان                      |
| --------------------------------------------------------- | ------------------------------------------------------------------------------------ | ------------------------------- |
| المساحة (كم2)                                             | 357.41 ألف                                                                           | 199.95 ألف                      |
| عدد السكان (نسمة)                                         | 81.29 مليون                                                                          | 6.20 مليون                      |
| الكثافة السكانية (ن./كم²)                                 | 227.44                                                                               | 31.01                           |
| العاصمة                                                   | بون، برلين                                                                           | بيشكك                           |
| اللغة الرسمية                                             | اللغة الألمانية                                                                      | اللغة الروسية، اللغة القيرغيزية |
| العملة                                                    | يورو، مارك ألماني                                                                    | سوم قيرغيزستاني                 |
| الناتج المحلي الإجمالي (بليون دولار)                      | 3.68 تريليون                                                                         | 7.56 مليار                      |
| الناتج المحلي الإجمالي (تعادل القوة الشرائية) بليون دولار | 3.92 تريليون                                                                         | 20.45 مليار                     |
| الناتج المحلي الإجمالي الاسمي للفرد دولار أمريكي          | 41.31 ألف                                                                            | 1.10 ألف                        |
| الناتج المحلي الإجمالي للفرد دولار أمريكي                 | 46.40 ألف                                                                            |                                 |
| مؤشر التنمية البشرية                                      | 0.926                                                                                | 0.655                           |
| رمز المكالمات الدولي                                      | +49                                                                                  | +996                            |
| رمز الإنترنت                                              | .de                                                                                  | .kg                             |
| المنطقة الزمنية                                           | توقيت وسط أوروبا، ت ع م+01:00، ت ع م+02:00، توقيت أوروبا الوسطى المعياري (ت غ م +1) ‏ | ت ع م+06:00                     |

## منظمات دولية مشتركة
يشترك البلدان في عضوية مجموعة من المنظمات الدولية، منها:
| علم المنظمة | اسم المنظمة                                                | تاريخ انضمام ألمانيا | تاريخ انضمام قيرغيزستان |
| ----------- | ---------------------------------------------------------- | -------------------- | ----------------------- |
|             | مؤسسة التمويل الدولية                                      | 20 يوليو 1956        | 11 فبراير 1993          |
|             | منظمة حظر الأسلحة الكيميائية                               | 29 أبريل 1997        | ?                       |
|             | يونسكو                                                     | 11 يوليو 1951        | 2 يونيو 1992            |
|             | الاتحاد الدولي للاتصالات                                   | 1866                 | 20 يناير 1994           |
|             | الأمم المتحدة                                              | 18 سبتمبر 1973       | 2 مارس 1992             |
|             | منظمة الشرطة الجنائية الدولية                              | ?                    | ?                       |
|             | البنك الدولي للإنشاء والتعمير                              | 14 أغسطس 1952        | 18 سبتمبر 1992          |
|             | العملية المشتركة للاتحاد الأفريقي والأمم المتحدة في دارفور | ?                    | ?                       |
|             | منظمة الأمن والتعاون في أوروبا                             | 25 يونيو 1973        | 30 يناير 1992           |
|             | الاتحاد البريدي العالمي                                    | 1 يوليو 1875         | ?                       |
|             | مؤسسة التنمية الدولية                                      | 24 سبتمبر 1960       | 24 سبتمبر 1992          |
|             | منظمة التجارة العالمية                                     | ?                    | ?                       |
|             | بنك التنمية الآسيوي                                        | 1966                 | 1994                    |
|             | وكالة ضمان الاستثمار متعدد الأطراف                         | 12 أبريل 1988        | 21 سبتمبر 1993          |
|             | اتفاقية السماوات المفتوحة                                  | ?                    | ?                       |

## أعلام
هذه قائمة لبعض الشخصيات التي تربطها علاقات بالبلدين:
- ألكسندر كوزينكو (14 مارس 1977 – )
- الكسندر أوتو (لاعب كرة قدم ألماني، 28 يناير 1988 – )
- إدغار بيرنهاردت (لاعب كرة قدم قيرغيزي، 30 مارس 1986[34] – )
- كريستينا فوجل (متسابقة دراجات ألمانية، 10 نوفمبر 1990 – )
- كونستانتين شنايدر (مصارع هاوي ألماني، 17 فبراير 1975 – )

## وصلات خارجية
- موقع وزارة الخارجية الألمانية